# شرکت هوا فضا و فناوری بال
شرکت هوا فضا و فناوری بال (انگلیسی: Ball Aerospace & Technologies) یا بال ایروسپیس یک شرکت سازندهٔ آمریکایی فضاپیما، قطعات و ابزار برای دفاع ملی، فضای غیرنظامی و کاربردهای فضای تجاری است. این شرکت یک زیرمجموعه کاملاً متعلق به بال کورپوریشن(NYSE: BLL)، با دفاتر اصلی در بولدر و تأسیسات در برومفیلد و وستمینیستر در کلرادو، با دفاتر کوچکتر در نیومکزیکو، اوهایو، ویرجینیای شمالی، میسوری و مریلند است.
در سال ۱۹۵۶ بال ایروسپیس شروع به ساخت کنترل‌های اشاره‌گر برای موشک‌های نظامی کرد و بعداً قراردادی را برای ساخت یکی از اولین فضاپیماهای ناسا به نام رصدخانه خورشیدی مداری به دست آورد. در طول سال‌ها، این شرکت مسئولیت پروژه‌های فناوری و علمی متعددی را بر عهده داشته و همچنان به ارائه فناوری هوافضا به ناسا و صنایع مرتبط ادامه می‌دهد.
بال ایروسپیس همچنین دارای بسیاری از محصولات و خدمات دیگر برای صنعت هوافضا، از جمله روان‌کننده‌ها، سیستم‌های نوری، ردیاب ستاره و آنتن است. بال ایروسپیس به عنوان یک شرکت تابعه کاملاً متعلق به بال کورپوریشن، در سال ۲۰۱۴ به عنوان ۸۸ امین پیمانکار دفاعی بزرگ در جهان خوانده شد. هر دو دفتر مرکزی مادر و تابعه در برومفیلد، کلرادو قرار دارند.